# Ślina
Ślina (łac. saliva) – płyn produkowany przez gruczoły ślinowe zwierząt i spływający do ich jamy gębowej. Zawiera często również wydzieliny innych gruczołów (na przykład jad), przesięk surowicy krwi, płyn dziąsłowy, resztki pokarmowe, komórki (między innymi złuszczony nabłonek, komórki układu odpornościowego), bakterie, wirusy i grzyby wraz z ich metabolitami.
Ślina pełni wiele ważnych funkcji, a wśród zwierząt jest ich duże zróżnicowanie. Może brać udział w zdobywaniu i trawieniu pokarmu, artykulacji dźwięków, ochronie organizmu przed wrogami, patogenami i pasożytami, regeneracji i wielu innych, specyficznych dla danego gatunku czynnościach.

## Ślina w świecie zwierząt

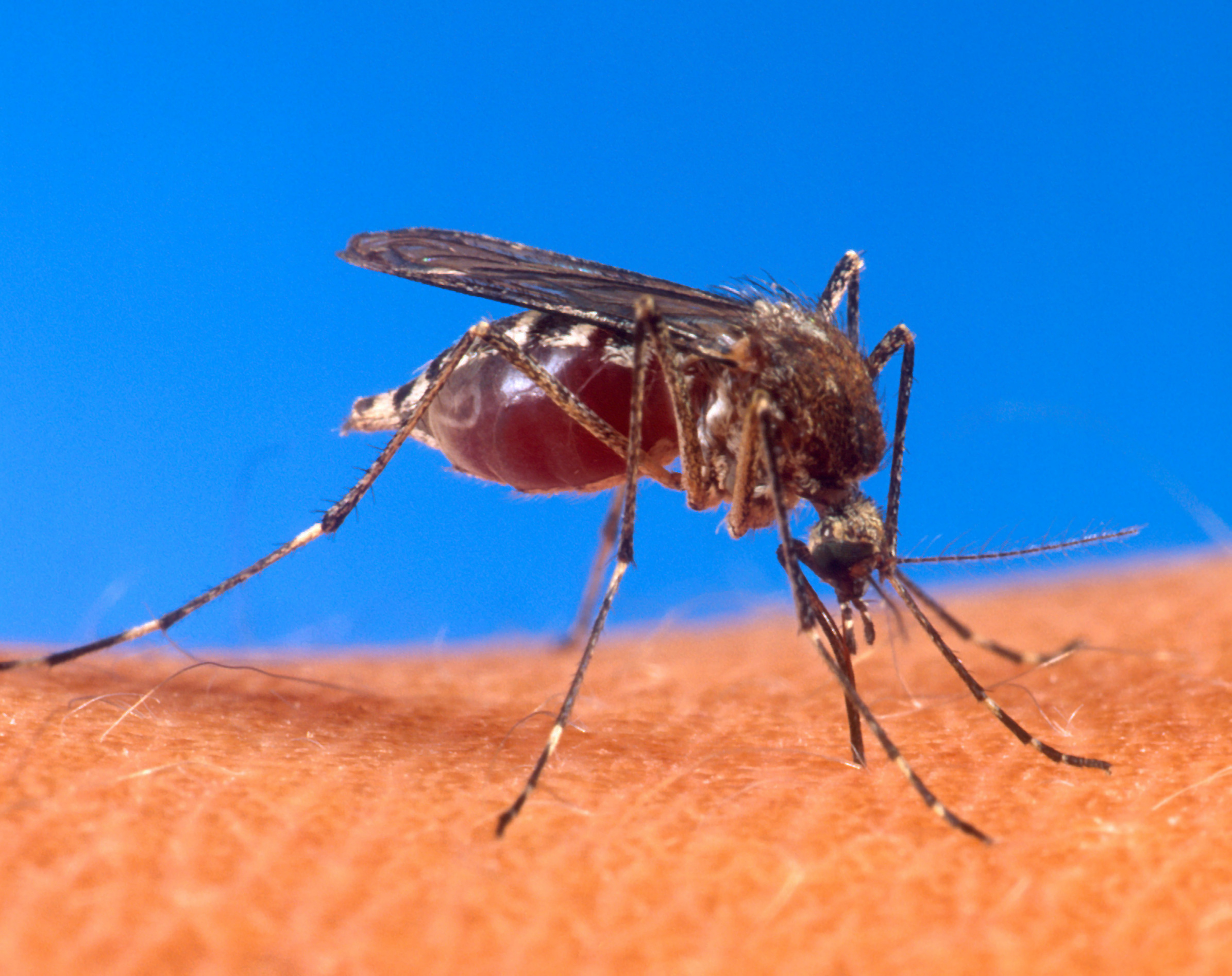
Komar A. aegypti kąsający człowieka

Wiele gatunków zwierząt wykształciło w toku ewolucji różne specyficzne sposoby użycia swojej śliny. Najpopularniejszym przykładem są gatunki jadowite (kobry, żmije), produkujące ślinę zawierającą jad, którym obezwładniają swoją ofiarę podczas polowania. Podobnie północnoamerykańskie ryjówki krótkoogoniaste paraliżują ofiarę swoją śliną, w której związkiem odpowiedzialnym za blokadę przewodzenia impulsów nerwowych jest peptyd sorycydyna (udowodniono in vitro również jej działanie przeciwnowotworowe). Ślina pijawek zawiera antykoagulanty (np. hirudynę), środki przeciwzapalne i znieczulające, co również ma znaczenie w zdobywaniu przez nią pokarmu (patrz → sekcja Pijawki lekarskie). Samica komara po przekłuciu skóry wstrzykuje kropelkę śliny zawierającej związek zapobiegający krzepnięciu krwi (lecz podrażniający skórę, co może również doprowadzić do reakcji alergicznej). Kleszcze produkują ślinę zawierającą białko rEV756 blokujące układ dopełniacza, odpowiadający za odpowiedź immunologiczną organizmu – dzięki temu ukąszenie przez kleszcza nie powoduje burzliwej reakcji immunologicznej (białko to może grać znaczną rolę w leczeniu miastenii). Ślina pszczół pozwala im na zmianę syropu roślinnego z nektaru w miód – istotnym składnikiem ich śliny jest bowiem inwertaza, która rozkłada sacharozę na cukry proste.
Nie wszystkie zwierzęta wykorzystują ślinę bezpośrednio w celu zdobycia pokarmu. Niektóre jerzyki (np. Collocalia esculenta) lepią przy jej użyciu swoje gniazda. Również stawonogi mają nietypową ślinę – pewne pająki i gąsienice produkują swoje nici, używając do tego gruczołów ślinowych.
Ważnym aspektem jest również możliwość zakażenia się (zwierzęcia lub człowieka) przez pogryzienie lub poślinienie obecnym w ślinie chorego zwierzęcia wirusem wścieklizny, w jednym z ostatnich stadiów ich choroby, gdyż wirus ten po namnożeniu się w istocie szarej OUN przechodzi włóknami eferentnymi do narządów obwodowych, głównie ślinianek i skóry.

### Pijawki lekarskie

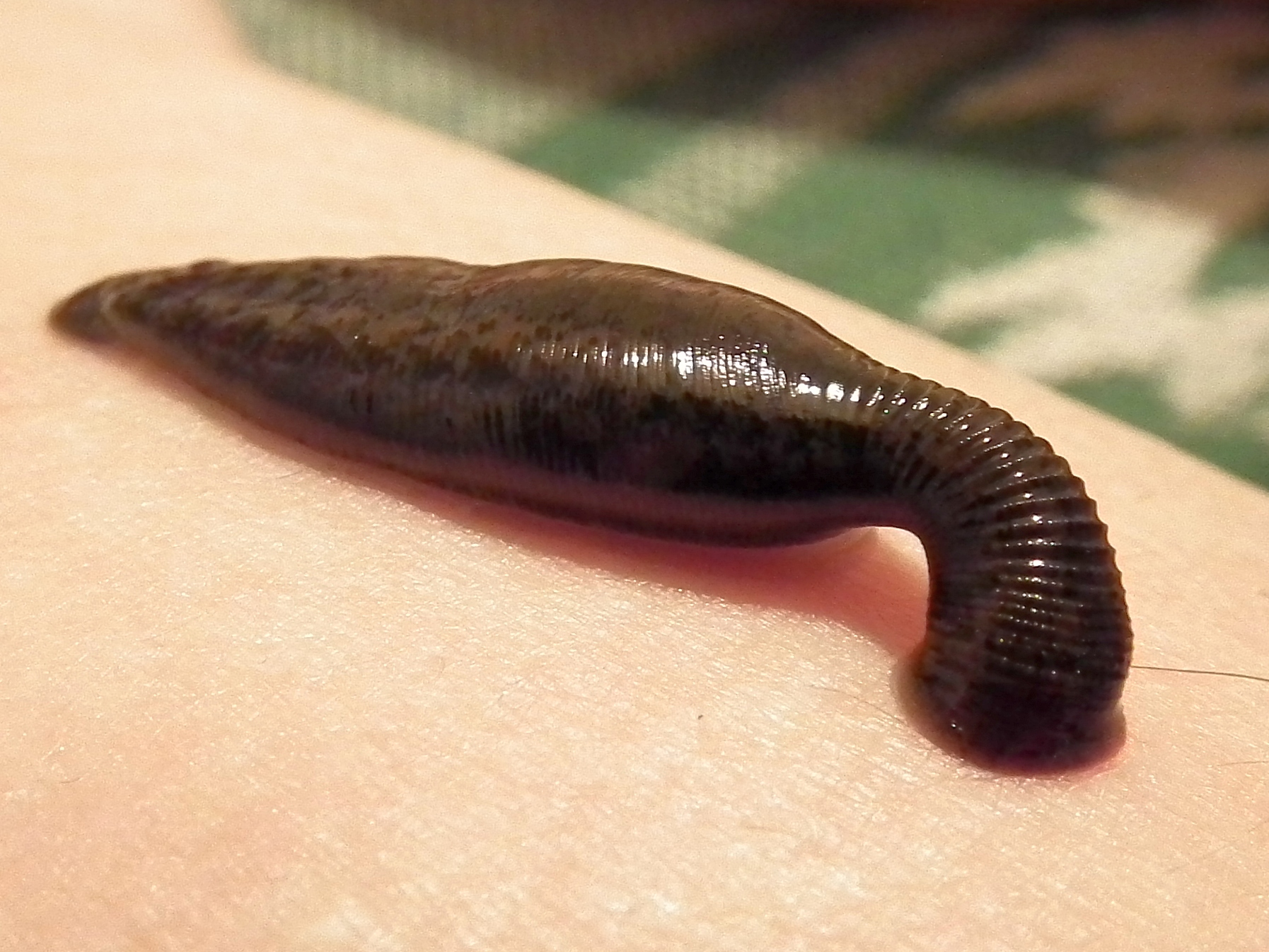
Pijawka lekarska (Hirudo medicinalis) w procesie ssania

Powszechnie znaną substancją produkowaną przez pijawki lekarskie (Hirudo medicinalis) jest hirudyna – razem z heparyną i antagonistami wit. K należy do obecnie stosowanych leków przeciwzakrzepowych. Kolejnymi antykoagulantami są hirustazyna, hementyna, hementeryna, destabilaza oraz u pijawki Haementeria ghilianii gilantyna (ma także właściwości leku przeciwprzerzutowego). Związki te zapobiegają zakrzepnięciu krwi lub rozpuszczają istniejące już zakrzepy. W ślinie pijawek znajduje się również apyraza, która zmniejsza lepkość krwi.
W ich ślinie występuje również wiele innych enzymów: antyelastaza (ogranicza działania elastaz), hialuronidaza, lipazy i esterazy (esteraza cholesterolowa), bdeliny (tj. bdelina B i bdelastazyna – inhibitory trypsyny i plazminy).
W skład śliny wchodzą również środki przeciwzapalne (eglina – również bardzo aktywny antyutleniacz), antybiotyki – chloromycetyna (silny antybiotyk produkowany przez bakterię żyjącą w symbiozie z pijawką; dotychczas sądzono, że to Aeromonas hydrophila (Pseudomonas hirudinis), jednak testy biochemiczne i sekwencjonowanie 16S RNA wskazują na Aeromonas veronii biovar sobria), neuroprzekaźniki oraz endorfiny.
Badania wykazały również obecność w ślinie pijawek substancji przeciwnowotworowych, ale nie zidentyfikowano konkretnych związków chemicznych. Wiadomo jednak, iż w badaniach klinicznych na myszach z mięsakiem T 241 ekstrakt z gruczołów ślinowych pijawki H. ghilianii wstrzymał rozwój guzów nowotworowych oraz spowodował ich cofanie się. Przeciwnowotworowe właściwości śliny pijawek zasugerowali po raz pierwszy (już w 1913 r.) Loeb i Fleisher po przeprowadzeniu podobnych doświadczeń, zostało to jednak zbagatelizowane i zapomniane.

## Ślina człowieka

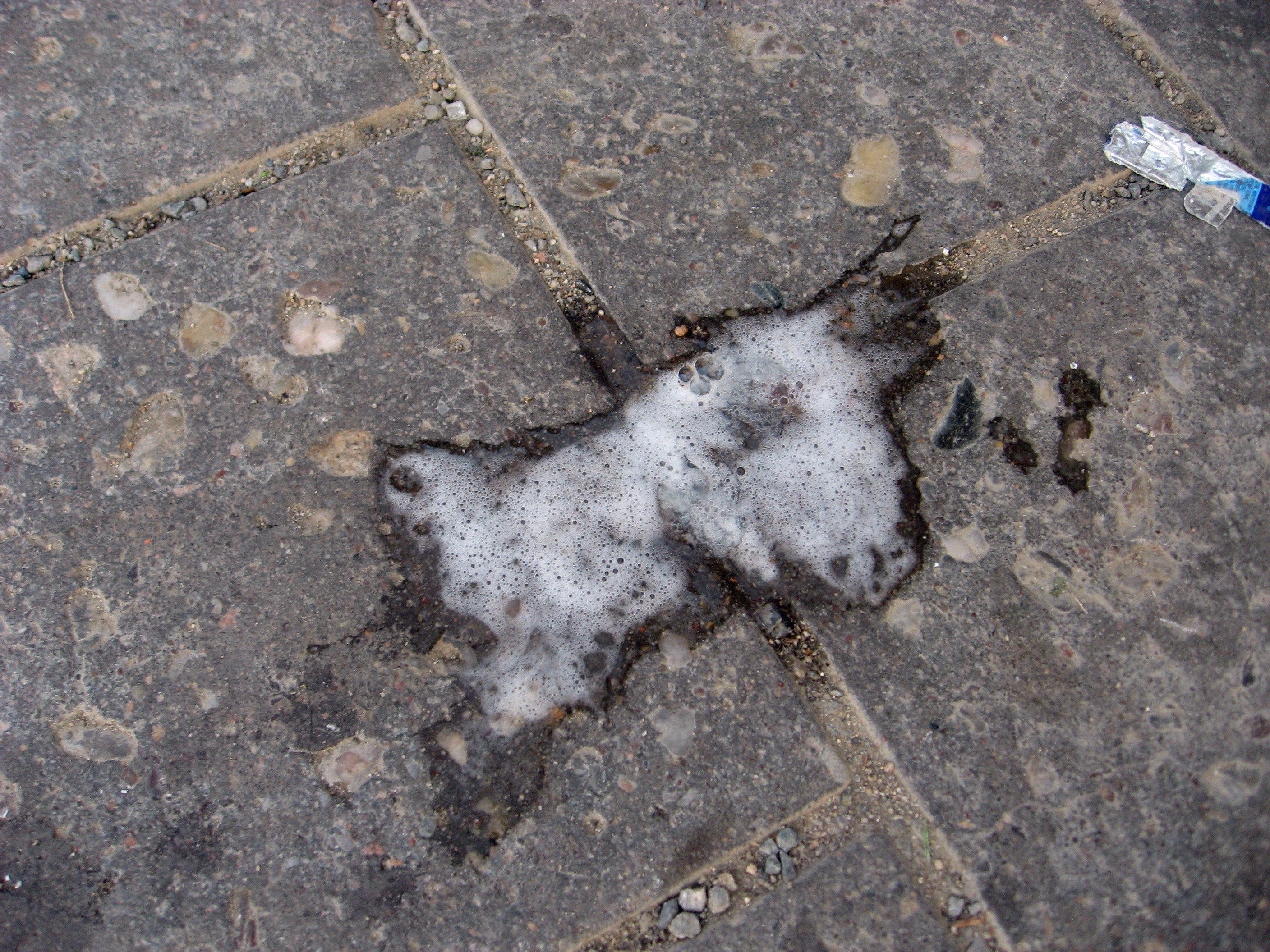
Ślina człowieka – kałuża śliny

Ślina człowieka jest wodnistą i najczęściej lekko spienioną cieczą. Jest wydzieliną dużych i małych gruczołów ślinowych, nazywanych śliniankami i jest to ślina właściwa. Płyn znajdujący się w jamie ustnej nazywamy śliną mieszaną, gdyż zawiera również płyn dziąsłowy i przesięk surowicy krwi, resztki pokarmowe, złuszczony nabłonek, leukocyty, bakterie wraz z ich metabolitami oraz wydzieliny z nosa i gardła.

### Właściwości fizyczne i chemiczne
- przejrzystość: przejrzysta/lekko mętna (w zależności od składu i obecności bąbelków powietrza)
- barwa: brak (bezbarwna, przezroczysta)
- gęstość: 1,002-1,12 g/ml (zależna od aktualnego składu)
- pH: 6,8-7,2[9]
- osmolalność: zazwyczaj niższa niż osocza, zależy od aktywności wydzielniczej (przy maksymalnym wydzielaniu staje się izotoniczna)[10]
- lepkość: w prostym badaniu wiskozymetrem Ostwalda (25 °C) ślina ma tylko nieznacznie większą lepkość (1 cP = 1·10−3 Pa·s[11]) niż woda (0,89·10−3 Pa·s[12]), jednak ślina jako płyn nienewtonowski[11] nie ma stałego współczynnika lepkości i zależy on od szybkości ścinania (gradientu prędkości): spada on z 400 P (40 Pa·s) do 0,1 P (1·10−2 Pa·s) w zakresie szybkości ścinania od 2,5·10−3 do 10 Hz[11] (25 °C).

### Podział ze względu na zawartość mucyn
- ślina surowicza – produkowana przez gruczoły zbudowane głównie z komórek surowiczych (np. ślinianki przyuszne i gruczoły językowe tylne Ebnera) – zawierającą enzym amylazę ślinową (dawniej zwaną ptialiną) rozpoczynający trawienie wielocukrów; produkowana głównie przez ślinianki przyuszne (z wyjątkiem mięsożernych); stanowi 50% śliny stymulowanej, przez co staje się ona bardziej płynna[13]
- ślina śluzowa – produkowana przez gruczoły o przewadze komórek śluzowych (gruczoły językowe tylne, migdałkowe i podniebienne) – dzięki mucynie jest gęsta, lepka i ułatwia połykanie pokarmu (patrz → funkcje mucyny w sekcji związki organiczne)
- ślina surowiczo-śluzowa – wydzielina ślinianek podjęzykowych, podżuchwowych oraz gruczołów wargowych, policzkowych, trzonowych i przednich języka; stanowi ona 65% śliny niestymulowanej, dlatego jest ona gęstsza[13].

### Skład śliny mieszanej fizjologicznej
Skład śliny jest zmienny osobniczo – zależy od wieku i płci (u mężczyzn zawartość sodu, wapnia i fosforu jest większa), stanu zdrowia, pory dnia i roku, aktywności (po wysiłku fizycznym następuje znaczny wzrost stężenia jonów, szczególnie sodu) i rodzaju pobudzenia (mechaniczne, chemiczne, psychoneurologiczne). Średnio ok. 99,5% śliny stanowi woda, w skład pozostałej części wchodzą związki nieorganiczne (0,2%), organiczne (0,3%) oraz martwe i żywe komórki:

#### Związki nieorganiczne
W ślinie można wykryć obecność kationów: wapnia (Ca2+), magnezu (Mg2+), sodu (Na+) oraz potasu (K+), a także obecność amoniaku (NH3) neutralizującego kwaśne środowisko a powstałego z dezaminacji aminokwasów (gł. argininy) pochodzących z płytki nazębnej i płynu dziąsłowego.
Wśród anionów identyfikuje się aniony ortofosforanowe (H2PO4−, HPO42−, PO43−) i węglanowe (HCO3−, CO32−) odpowiadające razem za właściwości buforowe śliny (stężenie węglanów wzrasta również wraz ze zwiększeniem wydzielania śliny i to one stanowią główny układ buforowy śliny), aniony chlorkowe (Cl−), fluorkowe (F−), cytrynianowe (C6H7O7−, C6H6O72−, C6H5O73−) oraz rodankowe (SCN−), przy czym te ostatnie pełnią funkcję bakteriobójczą.

#### Związki organiczne
Związkami organicznymi w ślinie są w większości peptydy, w tym opiorfina (endogenna substancja przeciwbólowa), czynniki wzrostu (nabłonkowy czynnik wzrostu (EGF) i czynnik wzrostu nerwów (NGF)), histatyny, defensyny (zaburzające metabolizm bakterii i grzybów),
polipeptydy o dużej zawartości histydyny (bakteriobójcze dla S. mutans i C. albicans) oraz białka, wśród których dużą grupę stanowią enzymy.
Białkami nieenzymatycznymi są mucyny (np. sjalomucyna, sulfomucyna), które nadają ślinie gęstość i lepkość (ułatwiają połykanie pokarmu, przedłużają czas działania amylazy ślinowej, zlepiają bakterie, ułatwiając ich fagocytozę, oblepiają zęby, tworząc nabytą osłonkę zębową), interferon, laktoferyna (chelatuje jony żelaza, hamując rozwój bakterii, dla których ten pierwiastek jest niezbędny do rozwoju), białko białka bogate w prolinę (np. IB5 łącząca się z polifenolami, w tym taninami), kalprotektyna (jej stężenie zwiększa się w stanach zapalnych, wykazuje działanie apoptotyczne i przeciwgrzybicze), albuminy oraz γ-globuliny, w tym przeciwciała IgA (i sIgA) syntetyzowane bezpośrednio w śliniankach (sIgA produkowane jedynie w przyusznych) oraz śladowe ilości IgG i IgM.
Wśród enzymów część pełni funkcje obronne, między innymi lizozym (inaczej muramidaza, wytwarzany głównie przez półksiężyce surowicze, rozkłada ścianę komórkową bakterii G(+)), układ enzymów ślinowych (układ sjaloperoksydazy), laktoperoksydaza (również bakteriobójcza), inne są enzymami trawiennymi, np. amylaza ślinowa (rozkłada skrobię na maltozę i dekstryny), α-D-glukozydaza, maltaza (rozkłada maltozę na glukozę), lipaza językowa czy rybonukleaza.
Substancjami niebiałkowymi wykrywanymi w ślinie są: mocznik, kwas moczowy i kreatynina jako metabolity związków azotowych, poza tym aminokwasy, węglowodany (np. glukoza), lipidy (również cholesterol) i kortykosteroidy (pochodzące z wydzieliny ślinianek przyusznych) oraz u ok. 80% ludzi także substancje grupowe krwi (a dokładnie mucyny będące nośnikami antygenów grupowych), dzięki którym można określić grupę krwi w układzie AB0 wnioskując tylko z badania śliny.

#### Komórki
W ślinie mieszanej, której skład jest efektem wydzielania gruczołów, jak również efektem działania czynników wewnątrz- i zewnątrzustnych, można wykazać obecność kilku rodzajów komórek. Najczęściej są to złuszczone komórki nabłonka jamy ustnej i ich fragmenty (nabłonek wielowarstwowy płaski), leukocyty (głównie neutrofile) i bakterie (te ostatnie w ilości 108–109/ml).

### Funkcje śliny

#### Fizjologiczne
Powszechnie znaną funkcją śliny jest funkcja trawienna – dzięki mucynom ułatwia ona formowanie kęsa pokarmowego, zlepia pokarm, nadaje mu śliskość, ułatwia połykanie, zaś zawarta w niej amylaza i inne enzymy trawienne wstępnie trawią składniki pokarmowe. Przy tym bierze również udział w umożliwianiu odbierania bodźców, przede wszystkim smaku (przez rozpuszczanie składników pokarmowych). Rozpuszcza ona również i ułatwia wchłanianie niektórych leków (nitrogliceryny, piramidonu) już w jamie ustnej. Z drugiej strony ślina pełni także funkcję wydalniczą, gdyż wraz z nią wydzielanych i wydalanych jest wiele substancji, na przykład mocznik, kwas moczowy, alkohol, morfina, jodki, tiocyjanki, hormony i niektóre metale ciężkie (rtęć, ołów, bizmut).
Ze względu na kontakt jamy ustnej ze środowiskiem zewnętrznym w ślinie wykształciły się mechanizmy ochronne przed patogenami. Należą one zarówno do obrony nieswoistej, np. stałe obmywanie błony śluzowej, zębów i kieszonek dziąsłowych (oczyszcza je z resztek pokarmu, utrudniając zasiedlenie się grzybom oraz bakteriom) oraz lizozym, laktoferyna, peroksydaza i interferon (uczestniczą w odpowiedzi immunologicznej na obecne już patogeny), jak i obrony swoistej – immunoglobuliny IgA, IgG i IgM. Dzięki zawartości czynników wzrostu (EGF i NGF) ślina pełni funkcję regeneracyjną, wspomagając i uczestnicząc w gojeniu się ran błony śluzowej jamy ustnej.
Ślina bierze również udział w remineralizacji szkliwa, zapewniając stabilność kryształom apatytu dzięki zawartości fluorków, fosforanów i jonów wapnia. Jednak wykazuje działanie nie tylko przeciwbakteryjne, jeśli chodzi o próchnicę zębów, tj. działanie przeciwpróchnicowe (kariostatyczne), ale niestety jej lepkość i gęstość mają również działanie kariogenne. Ponadto glikoproteiny śliny uczestniczą w tworzeniu osłonki nabytej zębów, która będąc zasiedlana przez bakterie staje się płytką nazębną.
Ślina pełni też funkcję osmotyczną – suchość błony śluzowej wraz z uczuciem pragnienia są sygnałem do dostarczenia płynów do organizmu. Wspomaga to również artykulację – zwilżanie błony śluzowej umożliwia sprawną mowę oraz ruchy warg i języka.

#### Diagnostyczne

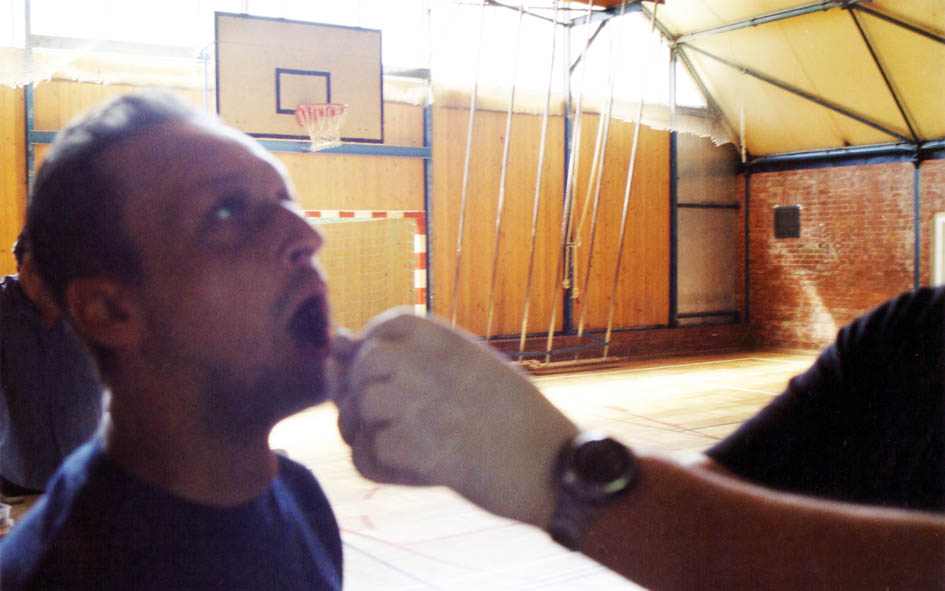
Pobieranie próbki śliny do badania

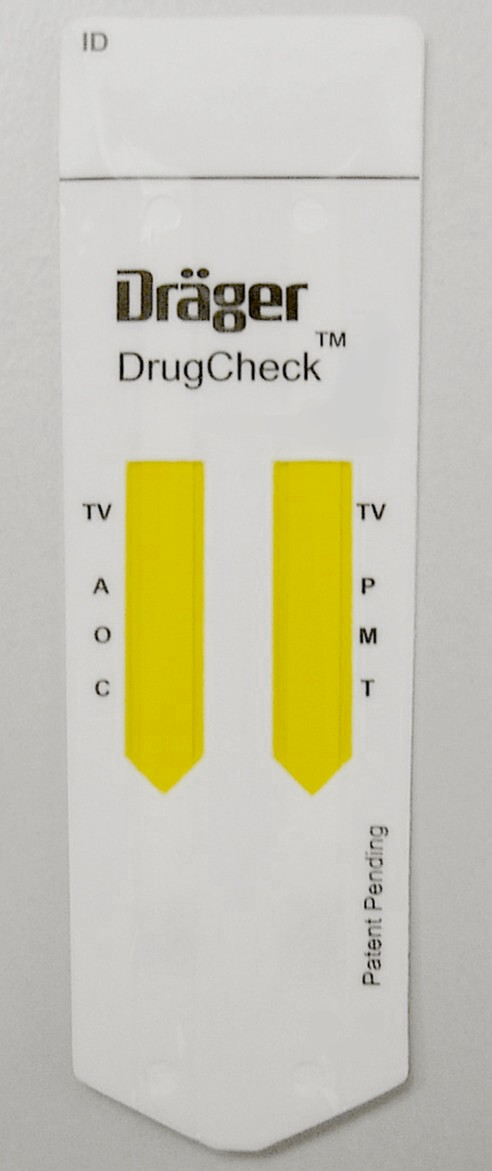
DrugCheck^{TM} (opis w tekście)

Amerykańscy naukowcy uważają, iż badanie śliny może stać się równie cennym narzędziem w diagnostyce wielu poważnych chorób, co badanie krwi – bowiem skład śliny zmienia się w zależności od aktualnego stanu fizjologicznego organizmu, co daje wiele możliwości diagnostycznych. Planuje się zatem poznanie i opisanie zestawu białek, mRNA (tzw. proteom śliny i transkryptom śliny, patrz → „Salivaomics Knowledge Base” w sekcji Linki zewnętrzne) i innych cząsteczek obecnych w ślinie, co doprowadzi do stworzenia diagnostycznego „alfabetu ślinowego” chorób – zidentyfikowano już ponad 1,5 tys. białek i 3 tys. mRNA:
- wykazano obecność w ślinie biomarkerów raka trzustki (kilkanaście różnych mRNA)[32] oraz raka jamy ustnej (5 białek i 4 RNA)[31],
- podobnie wykryto zestaw białek i RNA typowy dla zespołu Sjögrena[31],
- ślina jest również ważnym narzędziem w diagnozie HIV-1 i HIV-2 oraz wirusów zapalenia wątroby typu A, B i C[33].

Ponieważ przez ślinianki przepływa znaczna ilość krwi, w ślinie, która jest częściowo przesączem osocza, znajdują się substancje przenoszone przez krew, w tym leki (w celu wydalenia ich z ustroju), hormony i inne. Ich obecność zależy od możliwości pokonania barier, jakimi są błona komórkowa, rozmiary cząsteczek, różnice osmolalności, pH itp., gdyż transport ten zachodzi głównie na drodze dyfuzji biernej. Cząsteczki zjonizowane w zasadzie nie przechodzą do śliny, jednak lipofilowe oraz obojętne elektrycznie występują w ślinie w stężeniu takim samym jak w osoczu, słabe kwasy w mniejszym, zaś słabe zasady w większym stężeniu. W związku z tym można w ślinie diagnozować obecność np. etanolu, teofiliny, antypiryny, digoksyny, niektórych hormonów (testosteron, estriol, progesteron i jego 17-OH pochodna, kortyzol), ułatwiając badanie i umożliwiając jego nieinwazyjność. Niektóre z dostępnych obecnie testów to:
- Dentobuff ® Strip – badanie zdolności buforowej śliny
- DrugCheck® – niemiecki pasek testowy umożliwiający wykrycie obecności 6 różnych leków w ślinie (patrz ilustracja po prawej)
- test Kiesela – (test amoniakalny) sprawdza ilość amoniaku w ślinie – duża ilość świadczy o odporności na próchnicę.

Odkryto również zależność pomiędzy przewodnością elektryczną śliny a cyklem menstruacyjnym u kobiet; w badaniach spadek i najniższa wartość przewodności występowały na 5 dni przed owulacją, a korelacja z badaniem USG wynosiła aż 73,2%.
Jama ustna jest również siedliskiem wielu drobnoustrojów, stąd znaczenie ma również diagnostyka mikrobiologiczna:
- Dentocult – Dentocult LB (Lactobacillus acidophilus), Dentocult SM (Streptococcus mutans)
- test Snydera – test podatności na próchnicę (badanie na obecność Lactobacillus),
- test Hardwicka i Manleya – test na obecność próchnicy początkowej
- test Graingera – opiera się na założeniach Snydera; polega na pobraniu wymazu z powierzchni zęba za pomocą sterylnego wacika i przeniesieniu go na 24h do fiolki zawierającej pożywkę wraz ze wskaźnikiem pH. Niskie pH świadczy o dużej aktywności czynników próchnicotwórczych, a wysokie, że zęby nie są podatne na próchnicę.
- testy podatności na choroby przyzębia, np. MyPerioPathsm, który wykrywa bakterie odpowiedzialne za te choroby, oraz test MyPerioIDsmPST®, który bada indywidualną genetyczną podatność tkanek na rozwój chorób przyzębia[36][37].

#### Inne oraz nietypowe

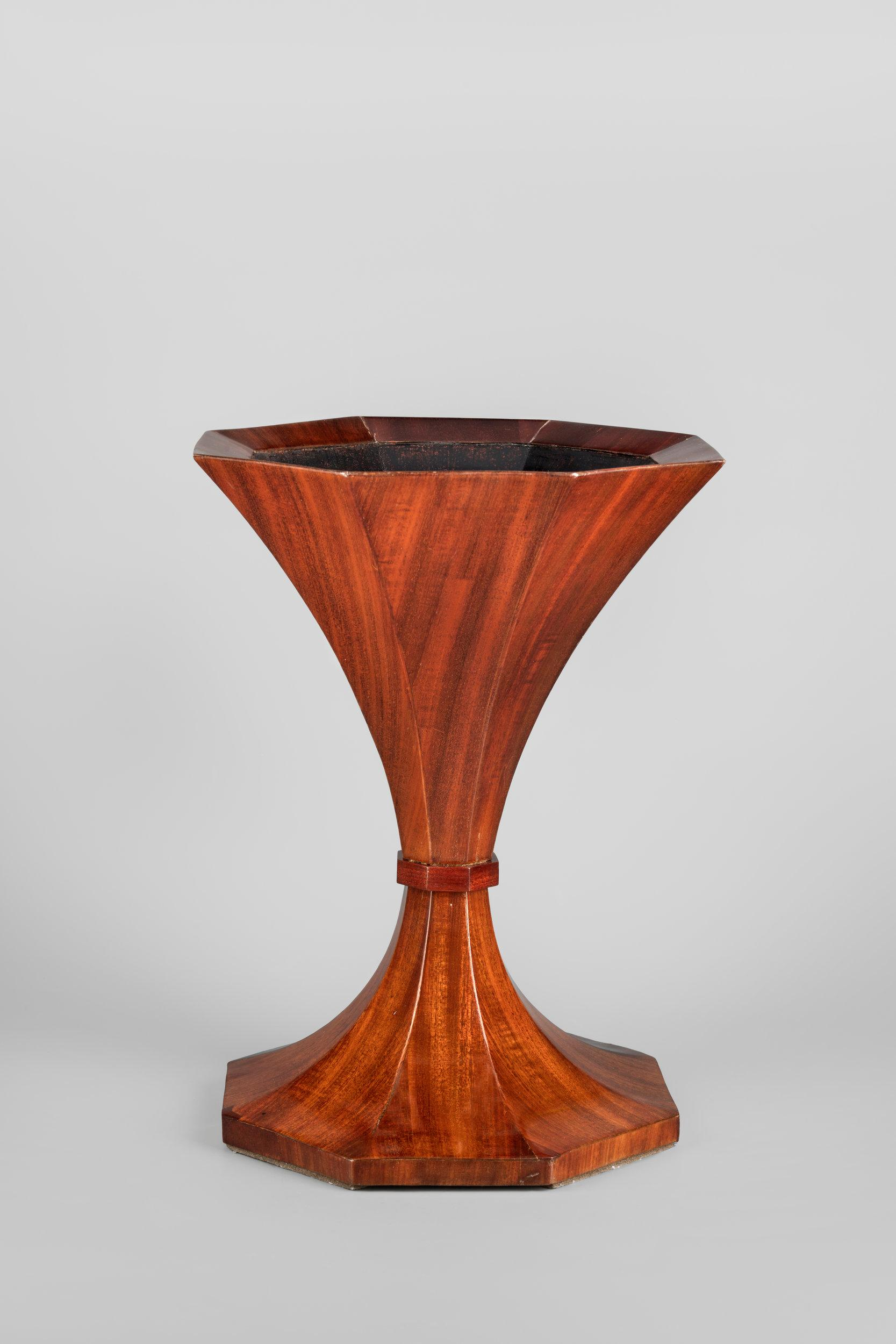
Spluwaczka, I połowa XIX wieku, zbiory Muzeum Narodowego w Warszawie

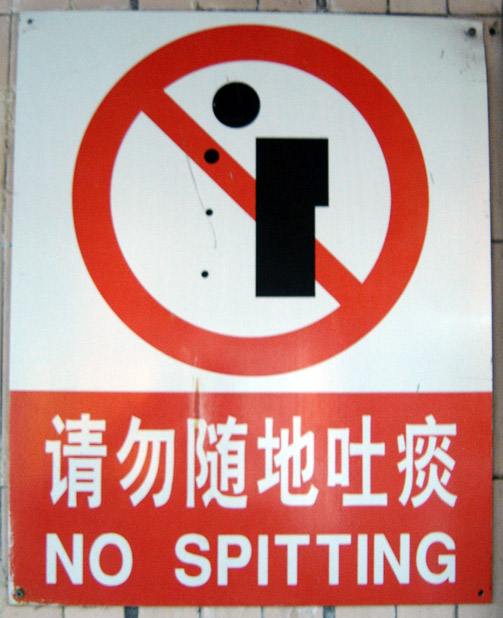
Zakaz plucia

Starożytni Chińczycy wierzyli już, że podczas kłamania w organizmie zachodzą jakieś zmiany fizjologiczne. Wykorzystali to podczas udowadniania winy oskarżonym – przesłuchiwany miał w ustach podczas procesu suchy ryż, a stres, jaki powodowała świadomość winy, wpływał na zmniejszone wydzielanie śliny i suchość w ustach, a co za tym idzie, ryż nie sklejał się w kęs i przyklejał się do ścian jamy ustnej.
Ślina jest również używana przez rdzenne ludności niektórych obszarów, głównie Ameryki Południowej i Środkowej, do wytwarzania piwa (i innych napojów alkoholowych). Piwo powstaje z produktów zawierających skrobię, która ulega enzymatycznemu rozszczepieniu przez diastazy słodu (najpowszechniejsza w przemyśle metoda), pleśnie lub właśnie amylazę ślinową, do cukrów prostych metabolizowanych przez drożdże i bakterie do alkoholu. Przykładem może być chicha (z kukurydzy) wytwarzany przez Indian z rejonu Andów i Ameryki Środkowej oraz masato (z manioku).
Plucie i spluwanie uważa się za niechlujne, zwłaszcza gdy osoba odchrząkuje głośno i wprowadza płyn z jamy nosowej do jamy ustnej, aby splunąć (tak zwane charkanie). Spluwanie w czyjejś obecności (najczęściej w konfrontacji z daną osobą) i plucie w twarz jest traktowane jako wyjątkowo pogardliwe. W polskim przewodniku po Dusznikach-Zdroju z 1912 roku czytamy też, że w uzdrowisku opala się „maszynerye zakładu kąpielowego koksem, aby sadze jasnych ubrań nie brudziły. Przy suchym powietrzu skrapia się chodniki. Spluwanie na promenadach jest surowo zakazane„. Już dawno temu staropolskie podręczniki dobrych manier podejmowały temat spluwania przy jedzeniu – „zanim inni spostrzegą, zakryć drugą ręką usta i wypluć na talerz to co masz w ustach„. W innych książkach przestrzega się przed pluciem na stół lub dopuszcza się jedynie dyskretne spluwanie na własną serwetkę.
Ślina zapobiega osadzaniu się pary wodnej na powierzchniach. Właściwość ta jest szczególnie przydatna nurkom i pływakom – liżą oni wewnętrzną stronę szkiełek swoich okularów pływackich czy masek, co zapobiega zaparowywaniu.
Ślina stosowana jest również przy konserwacji obrazów (olejnych i akrylowych) – lekko poślinione ligninowe wałeczki turlane po płótnie usuwają warstewkę kurzu i brudu. Nazywa się to „czyszczeniem enzymatycznym” ze względu na dodatkowe trawienie (przez enzymy występujące w ślinie) tłuszczów będących często składnikiem brudu.
Pojęcie ślina posiada też funkcję językową: pojawia się w wyrażeniach cieknie komuś ślinka na widok czegoś (lub na myśl o czymś), szkoda śliny, mówić, co ślina na język przyniesie.

### Wydzielanie śliny

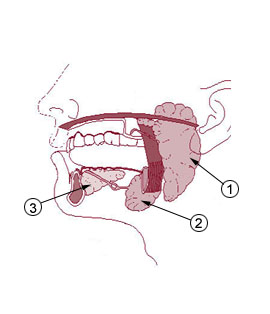
Ślinianki:
1. przyuszna, 2. podżuchwowa, 3. podjęzykowa

Wymiana jonów sodu i potasu w komórkach wydzielniczych ślinianek

W organizmie człowieka ślina jest produkowana przez trzy pary dużych ślinianek:
- ślinianki przyuszne
- ślinianki podjęzykowe
- ślinianki podżuchwowe

oraz ok. 200-400 mniejszych gruczołów ślinowych rozmieszczonych w całej jamie ustnej (oprócz dziąseł i przedniej części podniebienia twardego), do których należą: gruczoły policzkowe, wargowe, podniebienne, językowe i trzonowe. Największy udział w produkcji i wydzielaniu śliny mają ślinianki podżuchwowe (65% obj.), następnie przyusznice (30%) i ślinianki podjęzykowe (5%) oraz małe gruczoły ślinowe (znikomy udział).
Wydzielanie śliny jest odruchowe, kontrolowane przez autonomiczny układ nerwowy i następuje po zadziałaniu bodźców. Najczęściej dochodzi do jej wydzielania przy podrażnieniu receptorów smakowych przez pokarm (odruch bezwarunkowy), ale może również być działaniem bodźców węchowych, wzrokowych, psychicznych (emocje, złość), mechanicznych (to znaczy żuciowych, na przykład żucie gumy lub, częściej stosowane w badaniach, żucie parafiny), termoreceptorowych, nocyceptywnych (odruch warunkowy) oraz przez stymulację hormonalną lub nerwową (np. zakończenia nerwowe w żołądku).
Spowodowany przez bodziec sygnał z receptora przekazywany jest włóknami czuciowymi nerwu językowego do rdzenia przedłużonego, do odpowiedniego ośrodka odruchu, stamtąd odśrodkowymi włóknami wydzielniczymi (gałązki nerwu twarzowego lub językowo-gardłowego), których zakończenia synaptyczne znajdują się na powierzchni komórek wydzielniczych (w częściach wydzielniczych gruczołów) i mioepitelialnych (w przewodach wyprowadzających), powodując wydzielanie śliny.
Współczulna stymulacja śliny ma na celu wspomaganie funkcji oddechowych, przywspółczulna – trawiennych. Włókna przywspółczulne AUN uwalniają ze swych zakończeń synaptycznych acetylocholinę (ACh) i wzmagają wydzielanie śliny surowiczej, o dużej zawartości składników nieorganicznych. Natomiast włókna współczulne AUN, w których mediatorami są noradrenalina (NA) i dopamina (DA), wzmagają wydzielanie śliny śluzowej, skąpej i gęstej.
W ciągu doby, w zależności od spożywanego pokarmu, ślinianki uchodzące do jamy ustnej produkują średnio 0,75-1,5 litra (podawany zakres zależy od źródła) śliny właściwej (brak wydzielania śliny może być objawem kserostomii). Objętość śliny zależy od wieku i płci. Ślina wydzielana jest w stosunkowo niewielkich ilościach u noworodków, swój szczyt wydzielanie osiąga przed końcem 10 r.ż. i dalej spada z wiekiem. Ponadto u mężczyzn obserwuje się zwiększone wydzielanie śliny w stosunku do kobiet. Wydzielanie śliny spada również w czasie snu, kiedy to wydzielane jest w sumie ok. kilkudziesięciu mililitrów (2-10% wydzielania dobowego).
Wydzielanie śliny może być również farmaceutycznie stymulowane przez środki ślinopędne (zawarte np. w tytoniu, korzeniu żeń-szenia, chrzanie, wawrzynku wilczełyko), jak i hamowane przez środki hamujące wydzielanie śliny (np. atropinę, opium, substancje zawarte bieluniu dziędzierzawie i lulku), zarówno naturalne, jak i syntetyczne.

#### Sjalometria
Jest to badanie pozwalające zmierzyć ilość i szybkość wydzielania śliny przez ślinianki. Badanie to pomaga w zdiagnozowaniu chorób wydzielania śliny oraz, w przypadku ich wystąpienia, podjęciu decyzji o wprowadzeniu leczenia polegającego na pobudzeniu ślinianek do zwiększonego wydzielania.
W sjalometrii stosuje się obecnie trzy metody:
1. zebranie niestymulowanej śliny w ciągu 5 minut
2. zebranie śliny stymulowanej przez żucie parafiny w ciągu 5 minut
3. zebranie śliny przez 2 minuty po wcześniejszym 20-sekundowym pobudzeniu 4% roztworem kwasu cytrynowego.

Wykonuje się również test Saxona.
Prawidłowe wydzielanie śliny spoczynkowej (niestymulowanej) jest zmienne osobniczo i wynosi 0,25-0,55 ml/min. Podczas snu spada do 0,25 ml/min (chwilowo nawet do 0,05 ml/min), a podczas żucia i mowy wzrasta do 1,5-2,3 ml/min (chwilowo nawet do 10 ml/min).

### Zaburzenia związane ze śliną
- ślinotok – może wystąpić w różnych stanach organizmu, na przykład w raku przełyku, chorobach żołądka, ciąży, zatruciach metalami ciężkimi; również „pienienie się z ust” przy wściekliźnie to skutek właśnie ślinotoku
- kserostomia[46][49] – jeden z najważniejszych i najpoważniejszych stanów patologicznych, czyli suchość błony śluzowej jamy ustnej spowodowana uszkodzeniem ślinianek[a], wskutek czego produkują one zbyt mało śliny (oligosjalia[b], gdy poniżej 0,3 ml/min, oraz hiposaliwacja, inaczej sjalopenia[c], gdy poniżej 0,1 ml/min) lub w ogóle jej nie produkują (asjalia[d]), podczas gdy organizm jest dobrze nawodniony
- zespół Sjögrena[49] (inaczej choroba Mikulicza-Radeckiego) – autoimmunologiczne uszkodzenie komórek ślinianek i gruczołów łzowych charakteryzujące się suchością oczu i śluzówki jamy ustnej
- kamień nazębny – zmniejszenie kwasowości śliny (zmiana odczynu na bardziej zasadowy) skutkuje zwiększonym odkładaniem się tzw. kamienia nazębnego (głównym jego składnikiem jest fosforan wapnia), gdyż w takim środowisku rozpuszczalne pierwszo- i drugorzędowe fosforany przechodzą w nierozpuszczalny trzeciorzędowy ortofosforan[50] i odkładają się w obecnej płytce nazębnej; również zwiększone stężenie jonów Ca2+ w ślinie predysponuje do tworzenia się kamienia nazębnego[51]
- wydalanie leków ze śliną może prowadzić do różnych chorób jamy ustnej, na przykład przerostu dziąseł (hyperplasia gingivarum) u osób stosujących fenytoinę[34]
- również choroby ślinianek wpływają na wydzielanie i skład śliny.

### Sztuczna ślina
Obecnie stosuje się w leczeniu wiele substytutów śliny, podobnych pod względem fizycznym i chemicznym do ludzkiej śliny. Ich zadaniem jest nawilżenie śluzówki jamy ustnej i powleczenie jej oraz uzupełnienie niedoboru specyficznych składników zawartych w ślinie naturalnej. Znane preparaty to, na przykład, Saliva, Salivarex i Vivo-Dental, dostępne w aptekach bez recepty, jednak żaden z obecnie stosowanych substytutów nie może w pełni zastępować ludzkiej śliny.